# Wybory prezydenckie we Włoszech w 2022 roku
Wybory prezydenckie we Włoszech odbyły się w dniach 24 stycznia – 29 stycznia 2022 roku. W ich wyniku dopiero w ósmej turze w ramach partyjnego kompromisu został wybrany na prezydenta Sergio Mattarella.

## Procedura
Zgodnie z włoską konstytucją, wybory przeprowadzane są w głosowaniu tajnym, z udziałem 630 deputowanych, 315 senatorów, senatorów dożywotnich (w dacie tych wyborów w Senacie zasiadało 6 senatorów dożywotnich) oraz 58 przedstawicieli regionalnych. Głosowanie odbyło się w Palazzo Montecitorio, siedzibie Izby Deputowanych. W pierwszych trzech turach głosowania do wyboru prezydenta wymagana była większość dwóch trzecich wszystkich uprawnionych do głosowania (673 z 1009 wyborców). Od czwartego głosowania, wymagana była bezwzględna większość (minimum 505 głosów z 1009). Wybory przeprowadzane były przez przewodniczącego Izby Deputowanych Roberto Fico, który był odpowiedzialny za przeliczenie głosów.

### 1. tura (24 stycznia)
Upoważnionych: 1008. Obecnych: 976. Głosujących: 976.

Dwie trzecie wszystkich uprawnionych do głosowania: 672.
| Kandydat                           | Głosy |
| ---------------------------------- | ----- |
| Paolo Maddalena                    | 36    |
| Sergio Mattarella                  | 16    |
| Marta Cartabia                     | 9     |
| Silvio Berlusconi                  | 7     |
| Umberto Bossi                      | 7     |
| Roberto Cassinelli                 | 7     |
| Guido De Martini                   | 7     |
| Antonio Tasso                      | 7     |
| Ettore Rosato                      | 6     |
| Marco Cappato                      | 5     |
| Marco Landucci                     | 4     |
| Cesare Pianasso                    | 4     |
| Bruno Vespa                        | 4     |
| Enzo Alaia                         | 3     |
| Maria Teresa Baldini               | 3     |
| Elisabetta Belloni                 | 3     |
| Pier Luigi Bersani                 | 3     |
| Giorgio Lauro                      | 3     |
| Giuseppe Moles                     | 3     |
| Marco Rizzo                        | 3     |
| Francesco Rutelli                  | 3     |
| Claudio Sabelli Fioretti           | 3     |
| Amedeo Sebastiani                  | 3     |
| Francesco Tanasti                  | 3     |
| Giuliano Amato                     | 2     |
| Alberto Angela                     | 2     |
| Maria Elisabetta Alberti Casellati | 2     |
| Pier Ferdinando Casini             | 2     |
| Giuseppe Conte                     | 2     |
| Gianluca De Fazio                  | 2     |
| Giancarlo Giorgetti                | 2     |
| Ermanno Leo                        | 2     |
| Claudio Lotito                     | 2     |
| Ugo Mattei                         | 2     |
| Claudio Nordio                     | 2     |
| Paolo Siani                        | 2     |
| Pozostałe głosy                    | 88    |
| Karty niewypełnione                | 672   |
| Karty nieważne                     | 49    |

Żaden kandydat nie otrzymał wymaganych 673 głosów.

### 2. tura (25 stycznia)
Upoważnionych: 1009. Obecnych: 814. Głosujących: 814.

Dwie trzecie wszystkich uprawnionych do głosowania: 673.
| Kandydat                           | Głosy |
| ---------------------------------- | ----- |
| Paolo Maddalena                    | 39    |
| Sergio Mattarella                  | 39    |
| Renzo Tondo                        | 18    |
| Roberto Cassinelli                 | 17    |
| Ettore Rosato                      | 14    |
| Umberto Bossi                      | 12    |
| Marta Cartabia                     | 8     |
| Giancarlo Giorgetti                | 8     |
| Luigi Manconi                      | 8     |
| Silvio Berlusconi                  | 7     |
| Giuseppe Moles                     | 7     |
| Pier Luigi Bersani                 | 6     |
| Serafino Generoso                  | 6     |
| Nicola Gratteri                    | 6     |
| Cesare Pianasso                    | 5     |
| Marco Cappato                      | 4     |
| Roberto Dipiazza                   | 4     |
| Mario Draghi                       | 4     |
| Enrico Ruggeri                     | 4     |
| Eugenio Sangregorio                | 4     |
| Giuliano Amato                     | 3     |
| Alberto Angela                     | 3     |
| Maria Teresa Baldini               | 3     |
| Elisabetta Belloni                 | 3     |
| Maria Elisabetta Alberti Casellati | 3     |
| Giorgio Lauro                      | 3     |
| Giulio Prosperetti                 | 3     |
| Francesco Rutelli                  | 3     |
| Raffaele Volpi                     | 2     |
| Fulvio Abbate                      | 2     |
| Giuliano Amato                     | 2     |
| Nicola Armaroli                    | 2     |
| Alessandro Barbero                 | 2     |
| Pier Ferdinando Casini             | 3     |
| Michele Cattarinich                | 2     |
| Giuseppe Chinè                     | 2     |
| Massimo Giletti                    | 2     |
| Ulisse Ianni                       | 2     |
| Toni Iwobi                         | 2     |
| Ugo Mattei                         | 2     |
| Cesare Mirabelli                   | 2     |
| Antonio Razzi                      | 2     |
| Claudio Sabelli Fioretti           | 2     |
| Gianfranco Sciscione               | 2     |
| Giulio Tremonti                    | 2     |
| Pozostałe głosy                    | 161   |
| Karty niewypełnione                | 527   |
| Karty nieważne                     | 38    |

Żaden kandydat nie otrzymał wymaganych 673 głosów.

### 3. tura (26 stycznia)
Upoważnionych: 1009. Obecnych: 978. Głosujących: 978.

Dwie trzecie wszystkich uprawnionych do głosowania: 673.
| Kandydat                  | Głosy |
| ------------------------- | ----- |
| Sergio Mattarella         | 125   |
| Guido Crosetto            | 114   |
| Paolo Maddalena           | 61    |
| Pier Ferdinando Casini    | 52    |
| Giancarlo Giorgetti       | 19    |
| Marta Cartabia            | 8     |
| Luigi Manconi             | 8     |
| Pier Luigi Bersani        | 7     |
| Umberto Bossi             | 7     |
| Marco Cappato             | 6     |
| Marco Doria               | 6     |
| Clemente Mastella         | 6     |
| Giuseppe Moles            | 6     |
| Mario Draghi              | 5     |
| Silvio Berlusconi         | 4     |
| Nicola Gratteri           | 4     |
| Elisabetta Belloni        | 3     |
| Maria Teresa Baldini      | 2     |
| Stefano Bandecchi         | 2     |
| Francesco Cappello        | 2     |
| Umberto Del Basso De Caro | 2     |
| Cesare Pianasso           | 2     |
| Giovanni Sanna            | 2     |
| Gianfranco Sciscione      | 2     |
| Bruno Vespa               | 2     |
| Pozostałe głosy           | 84    |
| Karty niewypełnione       | 412   |
| Karty nieważne            | 22    |

Żaden kandydat nie otrzymał wymaganych 673 głosów.

### 4. tura (27 stycznia)
Upoważnionych: 1009. Obecnych: 981. Głosujących: 540.
Wstrzymujących się od głosu: 441.
Bezwzględna większość wszystkich uprawnionych do głosowania: 505.
| Kandydat               | Głosy |
| ---------------------- | ----- |
| Sergio Mattarella      | 166   |
| Nino Di Matteo         | 56    |
| Luigi Manconi          | 8     |
| Marta Cartabia         | 6     |
| Mario Draghi           | 5     |
| Giuliano Amato         | 4     |
| Pier Ferdinando Casini | 3     |
| Elisabetta Belloni     | 2     |
| Maria Teresa Baldini   | 2     |
| Pier Luigi Bersani     | 2     |
| Pozostałe głosy        | 20    |
| Karty niewypełnione    | 261   |
| Karty nieważne         | 5     |

Żaden kandydat nie otrzymał wymaganych 505 głosów.

### 5. tura (28 stycznia)
Upoważnionych: 1009. Obecnych: 936. Głosujących: 530.
 Wstrzymujących się od głosu: 406
Bezwzględna większość wszystkich uprawnionych do głosowania: 505.
| Kandydat                           | Głosy |
| ---------------------------------- | ----- |
| Maria Elisabetta Alberti Casellati | 382   |
| Sergio Mattarella                  | 46    |
| Nino Di Matteo                     | 38    |
| Silvio Berlusconi                  | 8     |
| Marta Cartabia                     | 7     |
| Antonio Tajani                     | 7     |
| Pier Ferdinando Casini             | 6     |
| Mario Draghi                       | 3     |
| Elisabetta Belloni                 | 2     |
| Joseph César Perrin                | 2     |
| Pozostałe głosy                    | 9     |
| Karty niewypełnione                | 11    |
| Karty nieważne                     | 9     |

Żaden kandydat nie otrzymał wymaganych 505 głosów.

### 6. tura (28 stycznia)
Upoważnionych: 1009. Obecnych: 976. Głosujących: 531.
 Wstrzymujących się od głosu: 445
Bezwzględna większość wszystkich uprawnionych do głosowania: 505.
| Kandydat                           | Głosy |
| ---------------------------------- | ----- |
| Sergio Mattarella                  | 336   |
| Nino Di Matteo                     | 41    |
| Pier Ferdinando Casini             | 9     |
| Luigi Manconi                      | 8     |
| Mario Draghi                       | 5     |
| Marta Cartabia                     | 5     |
| Elisabetta Belloni                 | 4     |
| Giuliano Amato                     | 3     |
| Maria Elisabetta Alberti Casellati | 2     |
| Pozostałe głosy                    | 9     |
| Karty niewypełnione                | 106   |
| Karty nieważne                     | 4     |

Żaden kandydat nie otrzymał wymaganych 505 głosów.

### 7. tura (29 stycznia)
Upoważnionych: 1009. Obecnych: 976. Głosujących: 596.
 Wstrzymujących się od głosu: 380
Bezwzględna większość wszystkich uprawnionych do głosowania: 505.
| Kandydat               | Głosy |
| ---------------------- | ----- |
| Sergio Mattarella      | 387   |
| Carlo Nordio           | 64    |
| Nino Di Matteo         | 40    |
| Pier Ferdinando Casini | 10    |
| Elisabetta Belloni     | 8     |
| Luigi Manconi          | 8     |
| Marta Cartabia         | 4     |
| Mario Draghi           | 2     |
| Pozostałe głosy        | 9     |
| Karty niewypełnione    | 60    |
| Karty nieważne         | 4     |

Żaden kandydat nie otrzymał wymaganych 505 głosów.

### 8. tura (29 stycznia)
Upoważnionych: 1009. Obecnych: 983. Głosujących: 983.
.
Bezwzględna większość wszystkich uprawnionych do głosowania: 505.
| Kandydat                           | Głosy |
| ---------------------------------- | ----- |
| Sergio Mattarella                  | 759   |
| Carlo Nordio                       | 90    |
| Nino Di Matteo                     | 37    |
| Silvio Berlusconi                  | 9     |
| Elisabetta Belloni                 | 6     |
| Pier Ferdinando Casini             | 5     |
| Mario Draghi                       | 5     |
| Maria Elisabetta Alberti Casellati | 4     |
| Pozostałe głosy                    | 18    |
| Karty niewypełnione                | 25    |
| Karty nieważne                     | 13    |

Mattarella został wybrany na drugą kadencję na urząd prezydenta Republiki Włoskiej.